# Gemeinderatswahlen in Niederösterreich 2000
Die Gemeinderatswahlen in Niederösterreich 2000 fanden am 2. April 2000 statt. Die Gemeinderatswahlen in Niederösterreich 1995 fanden am 19. März 1995 statt.

## Ergebnis
|          | %-Punkte | %-Punkte | %-Punkte  | Mandate | Mandate | Stimmen | Stimmen |
| Partei   | 2000     | 1995     | Differenz | 2000    | 1995    | 2000    | 1995    |
| -------- | -------- | -------- | --------- | ------- | ------- | ------- | ------- |
|          | 48,02    | 47,34    | +0,68     | 6.358   | 6.288   | 458.480 | 445.661 |
|          | 35,31    | 33,86    | +1,45     | 3.812   | 3.709   | 337.054 | 318.781 |
|          | 7,87     | 8,22     | −0,35     | 654     | 706     | 75.134  | 77.406  |
|          | 2,47     | 2,04     | +0,43     | 140     | 113     | 23.607  | 19.215  |
| Sonstige | 6,33     | 8,53     | −2,20     | 581     | 729     | 60.399  | 80.288  |
| Quelle:  |          |          |           |         |         |         |         |